# Liste der Naturdenkmale im Landkreis Hameln-Pyrmont
Die Liste der Naturdenkmale im Landkreis Hameln-Pyrmont nennt die Naturdenkmale im Landkreis Hameln-Pyrmont in Niedersachsen.
Am 31. Dezember 2016 waren in diesem Gebiet insgesamt 146 Naturdenkmale verzeichnet.

## Naturdenkmallisten
| Stadt/Gemeinde        | Liste                                            |
| --------------------- | ------------------------------------------------ |
| Aerzen                | Liste der Naturdenkmale in Aerzen                |
| Bad Münder am Deister | Liste der Naturdenkmale in Bad Münder am Deister |
| Bad Pyrmont           | Liste der Naturdenkmale in Bad Pyrmont           |
| Coppenbrügge          | Liste der Naturdenkmale in Coppenbrügge          |
| Emmerthal             | Liste der Naturdenkmale in Emmerthal             |
| Hameln                | Liste der Naturdenkmale in Hameln                |
| Hessisch Oldendorf    | Liste der Naturdenkmale in Hessisch Oldendorf    |
| Salzhemmendorf        | Liste der Naturdenkmale in Salzhemmendorf        |

## Hinweise
Die Stadt Hameln war bis zur Gebietsreform in Niedersachsen eine kreisfreie Stadt. Die für Naturdenkmale zuständige untere Naturschutzbehörde ist hier die Stadt Hameln. Für die Naturdenkmale im übrigen Landkreis ist dies der Landkreis Hameln-Pyrmont.